# NGC 6153
NGC 6153 هي مجرة تتبع كوكبة العقرب. اكتشفها رالف كوبلاند في 27 مايو 1883.

## روابط خارجية
- NGC 6153 على موقع ويكي سكاي: DSS2, SDSS, GALEX, IRAS, Hydrogen α, X-Ray, Astrophoto, Sky Map, Articles and images